# Veronica lewisii
Veronica lewisii är en grobladsväxtart som beskrevs av Armst.. Veronica lewisii ingår i släktet veronikor, och familjen grobladsväxter. Inga underarter finns listade i Catalogue of Life.